# David och Larissa
David och Larissa är en bokserie skriven av Martin Widmark och illustrerade av Katarina Strömgård. Bokserien är utgiven av Bonnier Carlsen bokförlag och målgruppen är från nio- till tolvåringar.

## Böckerna
- Antikvariat Blå spegeln (2006)
- Den trettonde gästen (2006)
- Dårarnas ö (2007)
- Nåjdens sång (2008)
- Under en himmel av glas (2009)
- Kleopatras trädgård (2013)

Nåjdens sång belönades 2008 med Spårhunden för årets bästa barn- eller ungdomsdeckare.